# PSA Group
ПСА група (фр. Groupe PSA), скраћено PSA (Peugeot Société Anonyme), био је француски произвођач аутомобила и мотоцикала, које је продавао под маркама Пежо, Ситроен, ДС аутомобили, Опел и Воксол. ПСА је 2012. године био други произвођач аутомобила у Европи са 2,9 милиона јединица, након Фолксваген групе са 9,2 милиона јединица, а осми у свету. ПСА група је угашена 2021, када је замењује Стелантис.
6. марта 2017. године ПСА група је заједно са француском банком БНП Париба од америчког Џенерал моторса преузела европске аутомобилске брендове, немачки Опел и британски Воксол за 2,2 милијарде евра.

## Историја
Пежо је у децембру 1974. године купио 38,2% удела у Ситроену. 9. априла 1976. повећали су свој удео, у тада банкротираном Ситроену, на 89,95% стварајући тако ПСА Пежо Ситроен групацију. Пежо и Ситроен брендови задржали су одвојене продајне и маркетиншке структуре, али деле заједничку технологију развоја и састављања аутомобила. ПСА група активна је у брзорастућим регионима света. То је довело до улагања у Јужну Америку, Иран (Iran Khodro), Кину (Dongfeng Peugeot-Citroën Automobile). За 2014. планирана је и инвестиција од 650 милиона евра у производни погон у Сананду, у Индији, са капацитетом од 170.000 возила. Од јуна 2013. године покренута је производња путничких аутомобила у Казахстану.
Peugeot Citroën Moteurs је произвођач безинских и дизел-мотора за неколико фирми укључујући Ситроен, Форд, Јагуар, Мини и Пежо. Фирма је основана 1898. године у Лилу и касније добија назив Compagnie Lilloise de moteurs (CLM). 1992. године постаје Peugeot Citroën Moteurs. Компанија од 1998. године има партнерство са Фордом (Ford Motor Company) у производњи дизел-мотора, а са BMW-ом има споразум о развијању бензинских Prince мотора.

## Заједничка улагања и сарадња
1978. године ПСА и Фијат су основали заједничку компанију за производњу аутомобила Sevel SpA (Société Européenne de Véhicules Légers SA, Società Europea Veicoli Leggeri-Sevel S.p.A.). Основали су три погона за склапање возила, Sevel Nord у Валансјену, у Француској, Sevel Sud у Атези, у Италији и Sevel Argentina S.A. у Аргентини. 1995. године Фијат се повлачи из заједничке компаније. Sevel производи комби возила Фијат дукато, Пежо боксер и Ситроен диспач.
Са кинеском компанијом Донгфенг сарађује од 1992. године. У фабрикама у Вухану и Сјангјангу производи моделе Пежоа 207, 307 и 408.
У Чешкој је 2002. године заједно са Тојотом потписан споразум за развој и производњу градских аутомобила. Компанија се зове TPCA (Toyota Peugeot Citroën Automobile) и производе моделе Ситроен Ц1, Пежо 107 и Тојота ајго.
У Русији у граду Калуга заједно са Мицубиши моторсом производи моделе Пежо 4007, Ситроен Ц-кросер и Мицубиши аутлендер, као и Пежо 308 и Ситроен Ц4. Пежо поседује 70%, а Мицубиши 30% заједничке фирме.
Заједно са BMW-ом развија и производи хибридне компоненте, акумулаторе, генераторе, пуњаче батерија и софтвере за хибридне системе.
У Шенџену поседује компанију са кинеским Chang'an Automobile Group (50%-50%), са годишњим производним капацитетом од 200.000 возила и мотора.
2010. године ПСА се интересовала за преузимање Мицубиши моторса, али договор није постигнут. Постигнут је споразум само у заједничком улагању у електромобиле, и да се модели Мицубиши аутлендер и Мицубиши i-MiEV у Европи продају као Пежо и Ситроен.

## Европски аутомобили године
ПСА је осам пута освајао награду Европског аутомобила године:
- 1969 – Пежо 504
- 1971 – Ситроен GS
- 1975 – Ситроен CX
- 1988 – Пежо 405
- 1990 – Ситроен XM
- 2002 – Пежо 307
- 2014 – Пежо 308
- 2017 – Пежо 3008 II